# ثقافة الصحراء الغربية

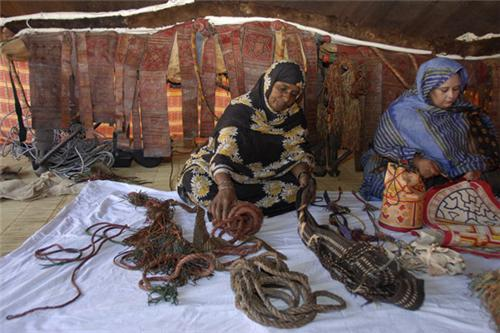
الفن الصحراوي

ثقافة الصحراء الغربية هي ثقافة عربية وإسلامية وإفريقية. وتتكون من الأدب الشعبي الصَحراوي، وهو التعبير النابع عن طريق الرواية الشفهية غير المكتوبة. يتمثل في صناعة القماش والفخار وبعض القطع الحديدية.

## خصائص الأدب الشعبي
من خصائصه أنه متوارث جيلا بعد جيل، أي لا تتوفر مخطوطات قديمة عنه، وغير مرتبط بحقبة زمنية محددة، وهو جزء لا يتجزأ من الفولكلور، ويمتاز بالصيرورة في الذاكرة الجماعية.

## فنون الأدب الشعبي
للصحراويين أدب شعبي فريد ومتميز، ومن أهم فنونه:

### الشعر الحساني
وهو الشعر المتداول عند الشعب الصحراوي، والمنسوب إلى لهجته الحسانية. ويعتقد المؤرخون أن ظهوره يعود إلى مطلع القرن السابع عشر الميلادي، بينما يرى آخرون أن ظهوره كان مع ظهور اللهجة الحسانية، وهي الفترة التي بدأ فيها الإنسان الصحراوي بتعاطي الشعر.
ويتكون الشعر الحساني من عدة بحور تصل إلى 25 بحرًا. إلا أن الشائع منها والمتداول ستة بحور فقط هي:
- أمرايميدة.
- بوعمران.
- اسغير.
- لبتيت التام.
- لبتيت الناقص.

ويعتمد الشعر الحساني في تقطيعه على حساب المتحرك إهمال السكان. ويسمى شطر البيت في الحسانية «التافلويت»، بينما يكون البيت من أربعة تافلويت، وتسمى «كاف» بالقاف المعقودة أو الجيم المصرية. أما القصيدة فتسمى «الطلعة».

## المثل الشعبي الصحراوي
المثل مجهول القاتل في أغلب الأحيان، فتناقلته الألسن فصارت الجماعة هي المؤلفة له والمعبرة عنه.
وللمثل مورد ومضرب، من الأمثال الشائعة عند الصحراوين قولهم: ساوي بين أجمالك ماتعرف أعل أهم تعكب.
ويضرب على المساواة بين الأبناء والاخوة والأصدقاء وعدم تفضيل أحدهم عن الآخر وقولهم: البل أتبرك علي كبارها.
ويضرب على تقليد الصغار للكبار: اللي أدخل غابة يزوي زي أطيورها.
ويقصد به إذا كنت في جماعة فعليك أن تحترم مقدستها وخصوصياتها:
اللي غلبتو الدنياء إيكول لاخرة جات.
وهذا المثل يستنكر تذرع البعض بالأعمال الدينية وإهمال الأعمال الدنيوية، بل الواجب استغلال الدنيا لأنها وسيلة لبلوغ الغاية المرجوة وهي الدار الباقية.

## الألغاز أو الأحاجي الشعبية الصحراوية
يزخر التراث الشعبي الصحراوي بالاحاجي التي كان يتبادلها الأجداد للتسلية إذ لم تكن وسائل ترقيه عدي الصورة
اللغوية المحمولة في ثنياء الذاكرة الشعبية، إذ كانو يستعملون الأحاجي لإظهار القدرة على التفكير واختيار الذكاء. ومن الأحاجي الصحروية قولهم «حجيتك ماحجيتك لو ماهوماتي ماجيتك» ويقصدون أقدام الأرجل، وقولهم «مية أكعود ومية اوكوف ومية يتخابطو باسيوف» ويقصدون أهداب العين.

## الحكاية الشعبية الصحراوية
وهي خلاصة تجارب الأجيال وتقوم بدور كبير في تأكيد الروابط الاجتماعية، وفيها تتجلي حكمة الشعب، فعند العشيات وقبل الخلود إلي النوم وفي وقت كان فيه البيت هو المدرسة الوحيدة التي يتخرج منها الإنسان، كانت الحكاية الشعبية بطريقة غير مباشر إحدى وسائل التلقين وتوجيه الأجيال وتوسيع الخيال.
ومن الحكايات الشعبية الصحراوية أسريسرذهبو ولتي تروي قصة إخوة قرروا إطا أنجبت أمهم ذكر فسيهيمون في الارضي، بينما إذا أنجبت لهم أختا فسيقيمون لها احتفالا كبيرا، فأمروا الخادمة أن تخبرهم بما أنجبت أمهم، وكانت تكرههم فكذبت عليهم بان أمهم أندبت ذكرا بينما في الحقيقة أنها أنجبت أنثى، فتاة الأخوة في الأرض ولم يلتقوا باختهم الوحيدة إلا بعد زمن طويل معاناة كبيرة.
وهناك قصة «تيبة» التي ترم الي الغباء و«جحا» الذي يرمز إلى التسلية والفكاهة.

## معرض صور

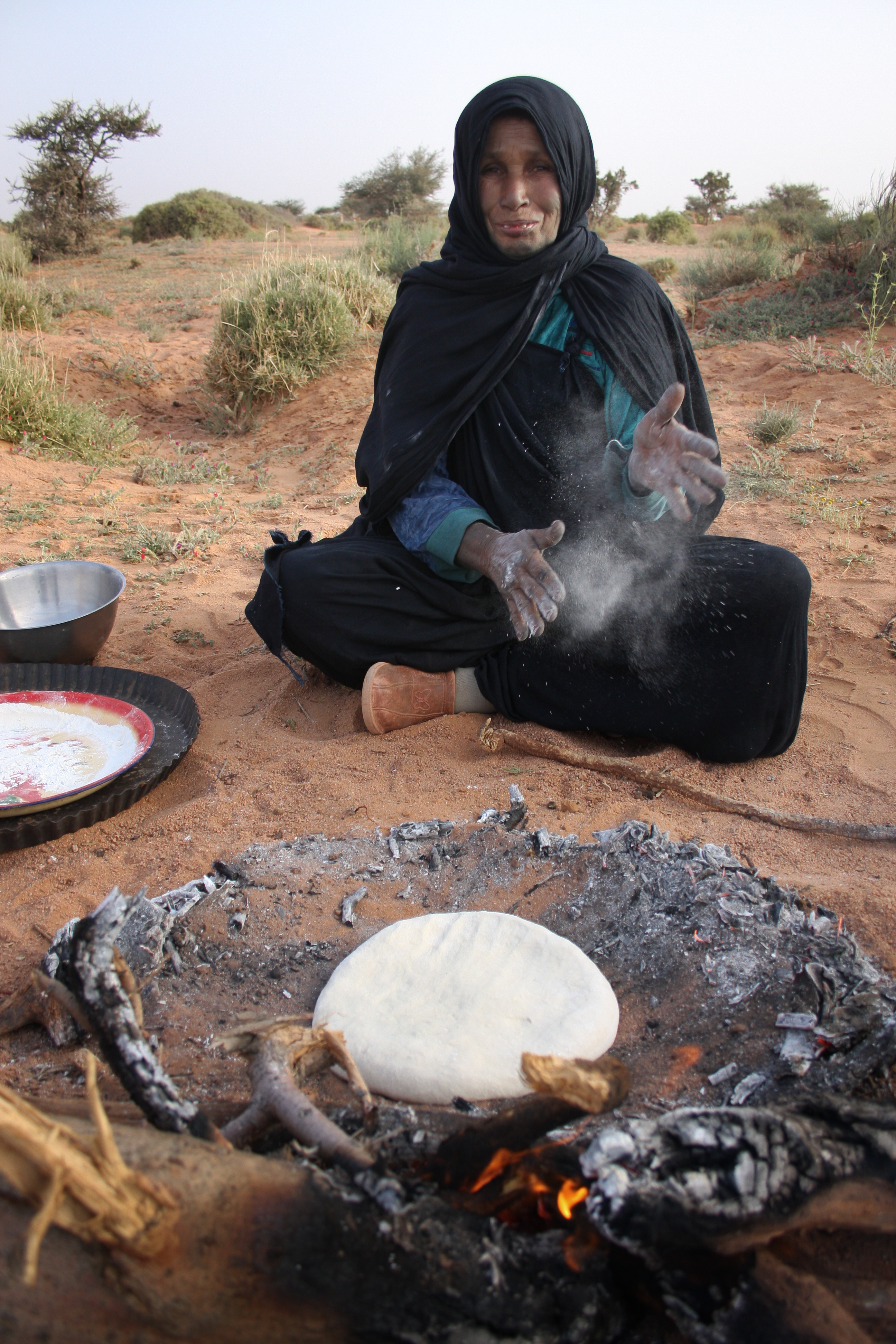
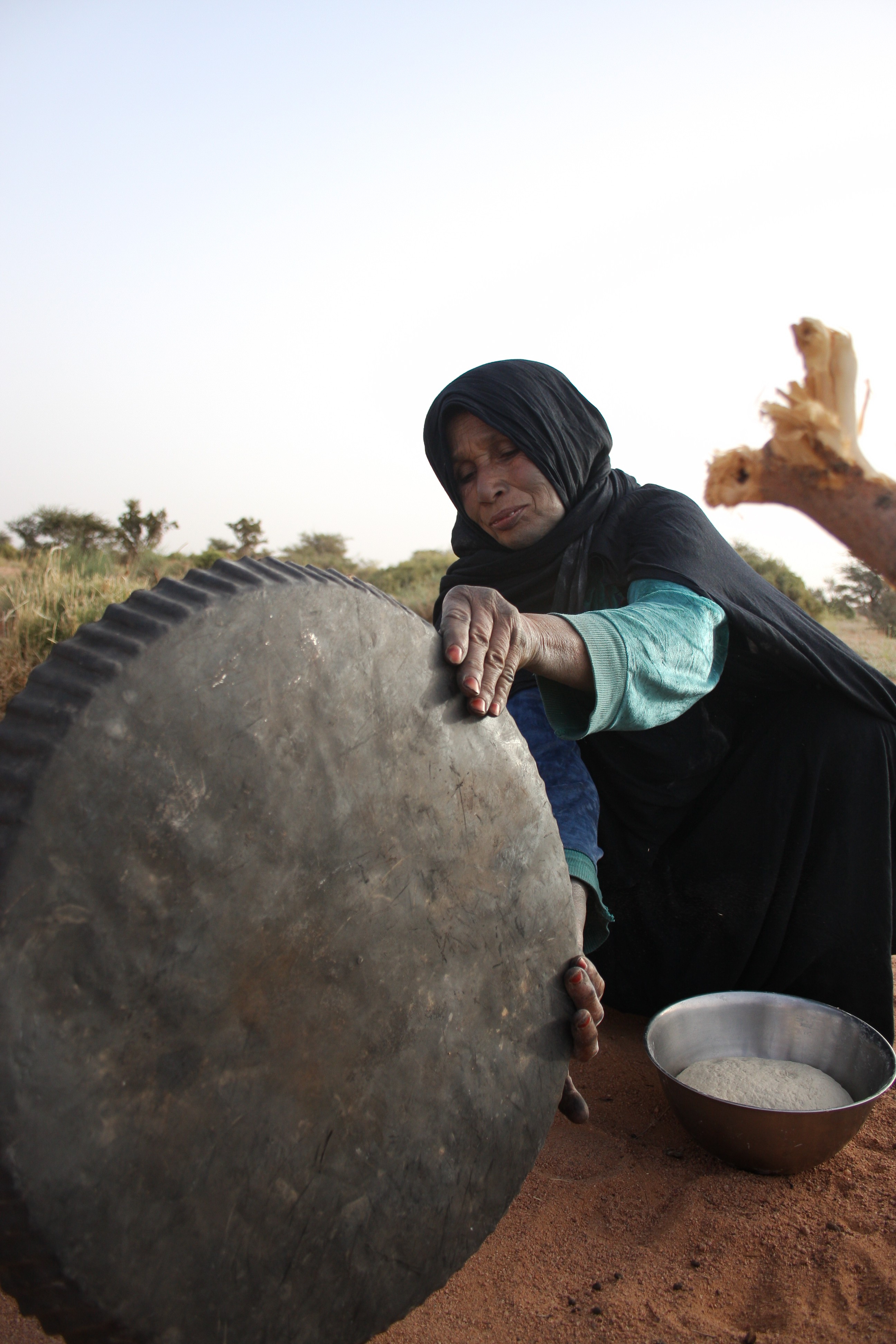
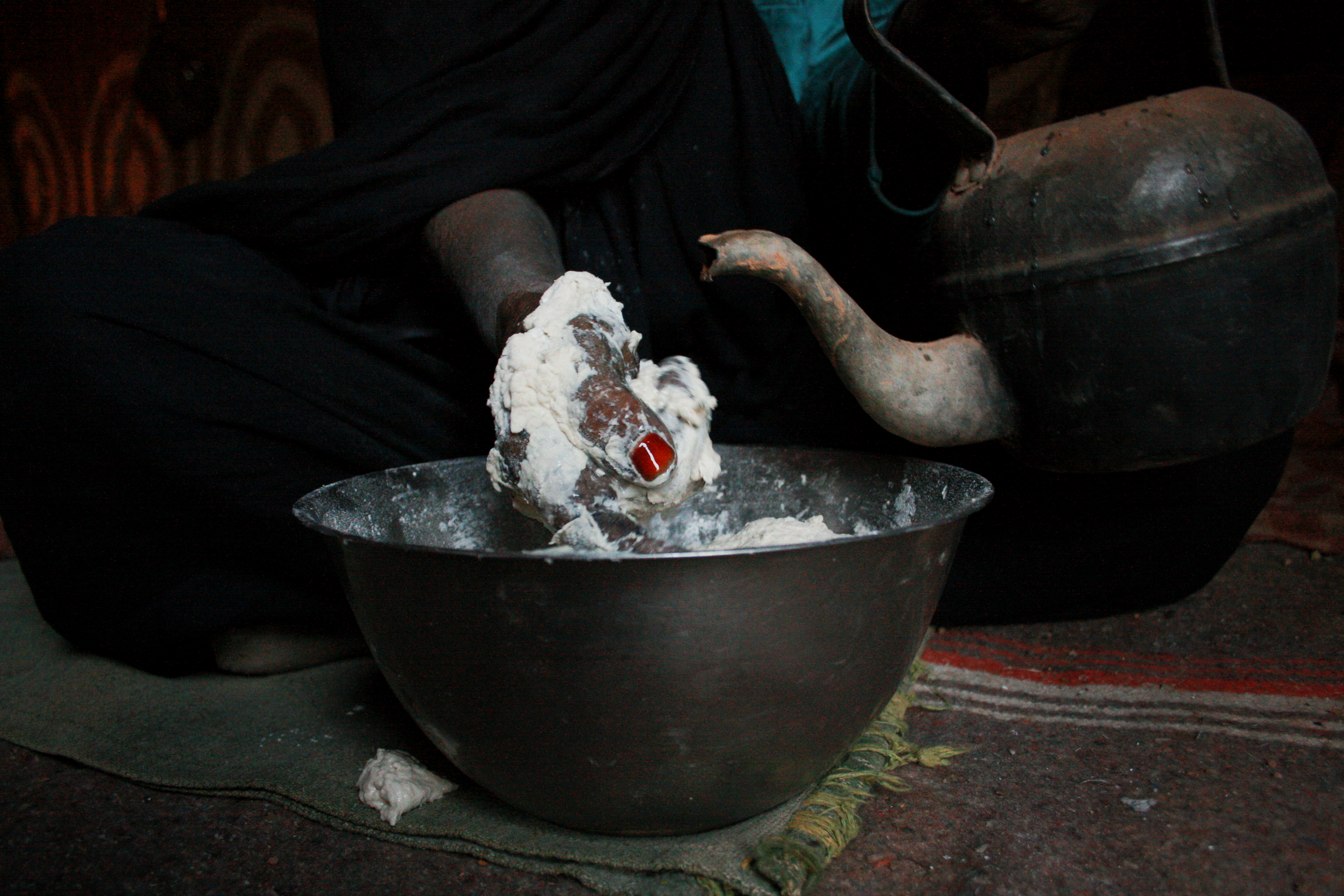
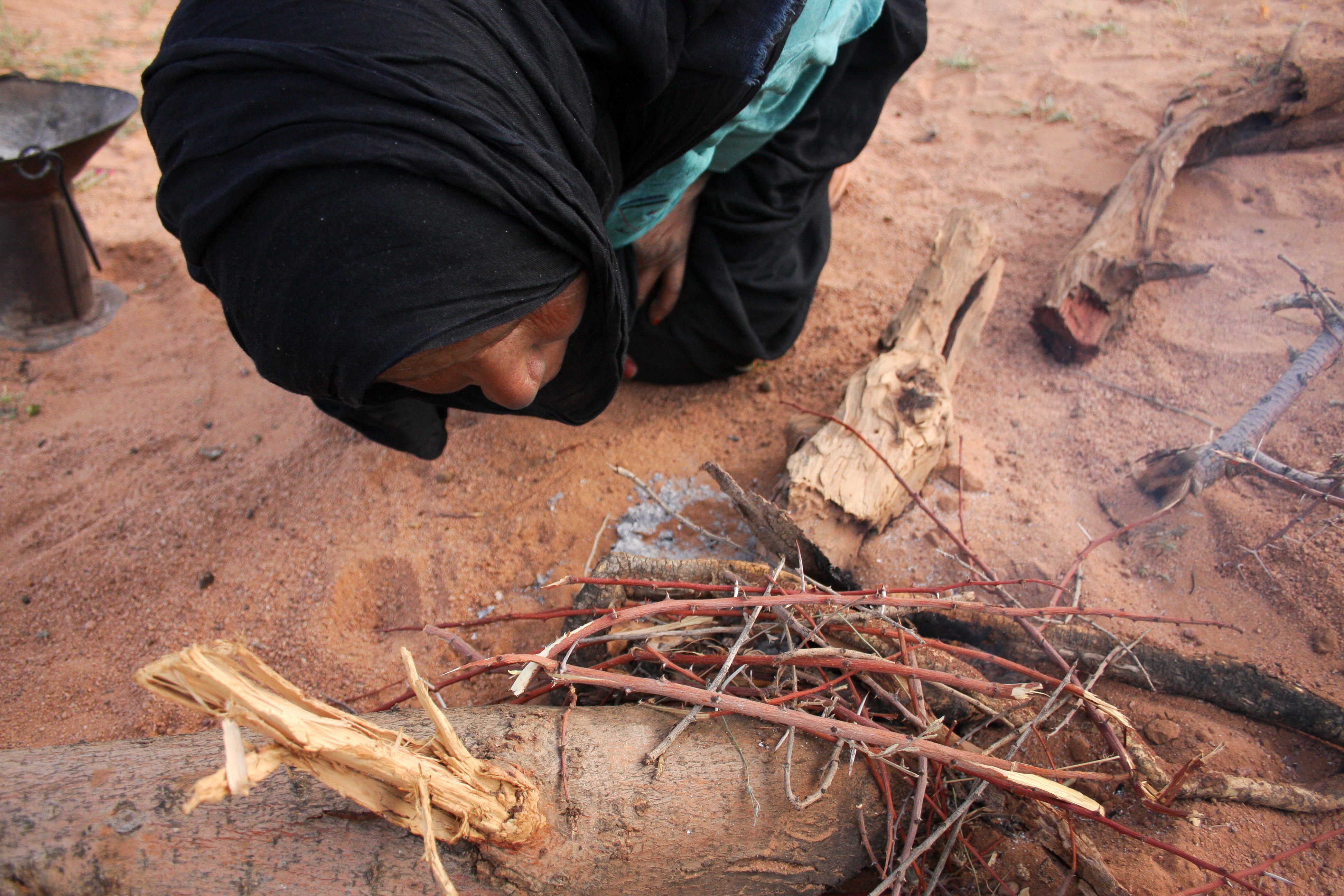
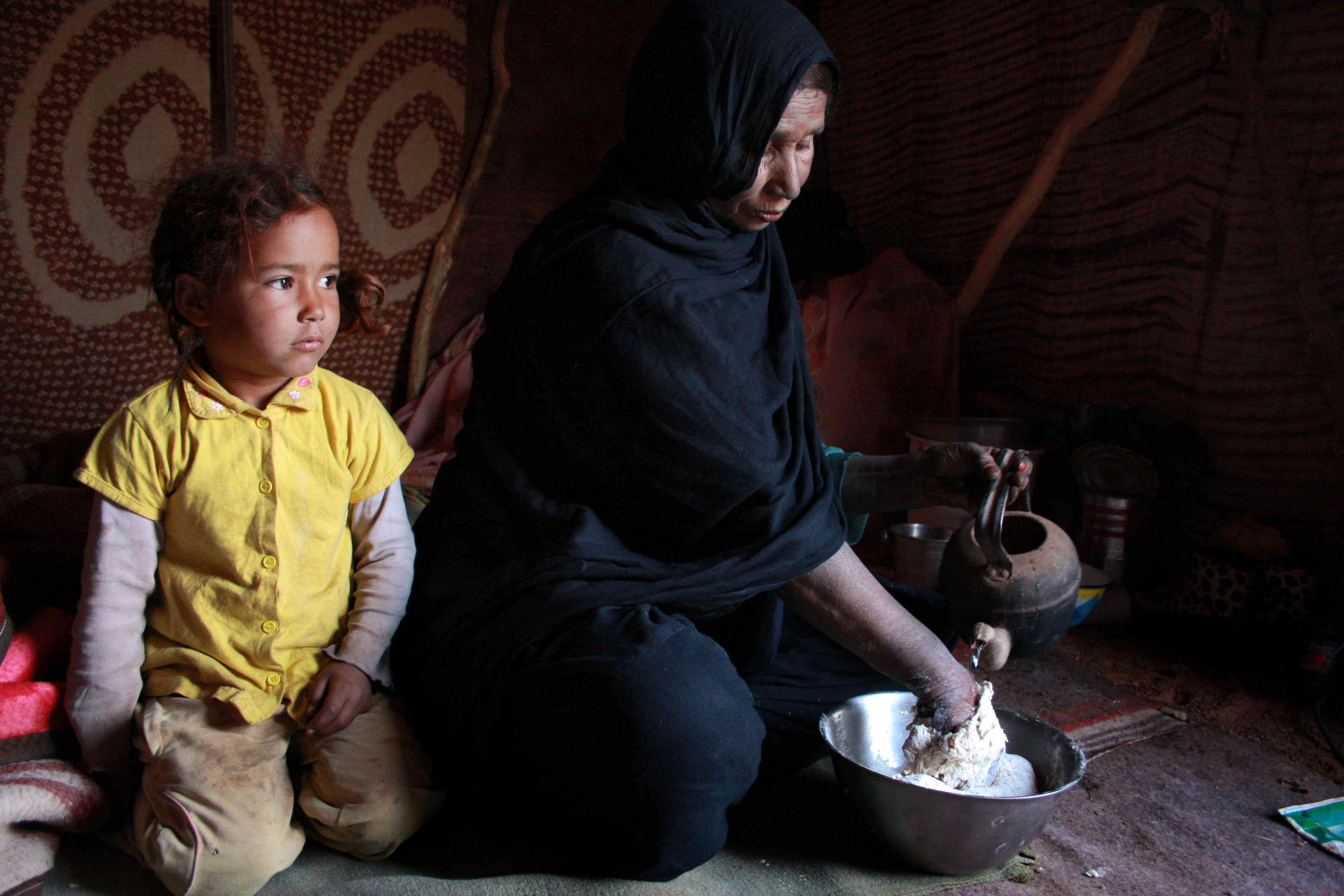